# NGC 7468
NGC 7468 é uma galáxia elíptica (E1/P) localizada na direcção da constelação de Pegasus. Possui uma declinação de +16° 36' 16" e uma ascensão recta de 23 horas, 02 minutos e 59,2 segundos.
A galáxia NGC 7468 foi descoberta em 15 de Outubro de 1784 por William Herschel.